# Machraa El Ain
Machraa El Ain (en àrab مشرع العين, Maxraʿ al-ʿAyn; en amazic ⵎⴰⵛⵔⴰⵄ ⵍⵄⵉⵏ) és una comuna rural de la província de Taroudant, a la regió de Souss-Massa, al Marroc. Segons el cens de 2014 tenia una població total d'11.378 persones. La seu administrativa de la comuna és a Ain el Madiour.